# 孺子秩
孺子秩（？—？），姬姓，孟孙氏，名秩，是孟庄子的长子，孟孝伯的哥哥。
孟庄子很讨厌臧武仲，而季武子则很喜欢他。孟孙氏的车马官丰点喜欢孟庄子的庶子仲孙羯，就告诉仲孙羯只要听从自己的话，就可以成为孟氏的继承人，丰点如是再三地对仲孙羯这样说，仲孙羯便答应了他。
孟庄子生病后，丰点告诉鲁国正卿季武子的庶长子公鉏，只要立了仲孙羯，就等于报复了臧氏。公鉏便劝说季武子改立仲孙羯做孟氏的继承人，这样就可以显示季氏的力量强于臧氏。季武子不答应。
前550年八月初十，孟庄子仲孙速去世，公鉏侍奉仲孙羯立在门边接受宾客吊唁。季武子来了之后进门就哭，出门后问孺子秩在哪，公鉏告诉他仲孙羯在这里，季武子说孺子秩年长，公鉏反问年长有什么关系？只要有才能就可以了，而且这是孟庄子的命令。于是仲孙羯继立，是为孟孝伯。孺子秩逃亡到邾国。